# Angyaltrombiták
Az Angyaltrombiták 2023-es magyar próbaepizód, amit Enyedi Ildikó rendezett. A főszerepben Kurta Niké és Baranyi Emma láthatóak.
A próbaepizódot 2023. október 7-én mutatta be az RTL.
Ez a koncepció a 2021-es Hypewriter nyertese.

## Ismertető
Anna és Jázmin rájönnek, hogy Jázmin húga, Bella emberkereskedelem áldozatává vált. A két lány – akik szintén átélték ezt – megszöknek a rendőrök által védett házból, hogy megmentsék a kislányt.

## Szereplők

### Főszereplők
| Név    | Színész      |
| ------ | ------------ |
| Anna   | Kurta Niké   |
| Jázmin | Baranyi Emma |

### További szereplők
- Berki Szofi – Bernadett
- Katkó Ferenc – Tarzan
- Kövesi Csenge – Kíra
- Láng Annamária – Niki
- Márfi Márk – Laci
- Megyeri Zoltán – Jázmin apja
- Messaoudi Emina – Ramóna
- Orbán Levente – Rambó
- Sánta Kornél – Ricsike
- Znamenák István – Papi

## Epizódok
A próbaepizódot 2023. október 7-én mutatta be az RTL.
| Sor. | Év. | Cím     | Rendező       | Író              | Premier          |
| ---- | --- | ------- | ------------- | ---------------- | ---------------- |
| 1.   | 1.  | 1. rész | Enyedi Ildikó | Besenyei Katalin | 2023. október 7. |